# Rysk rubel

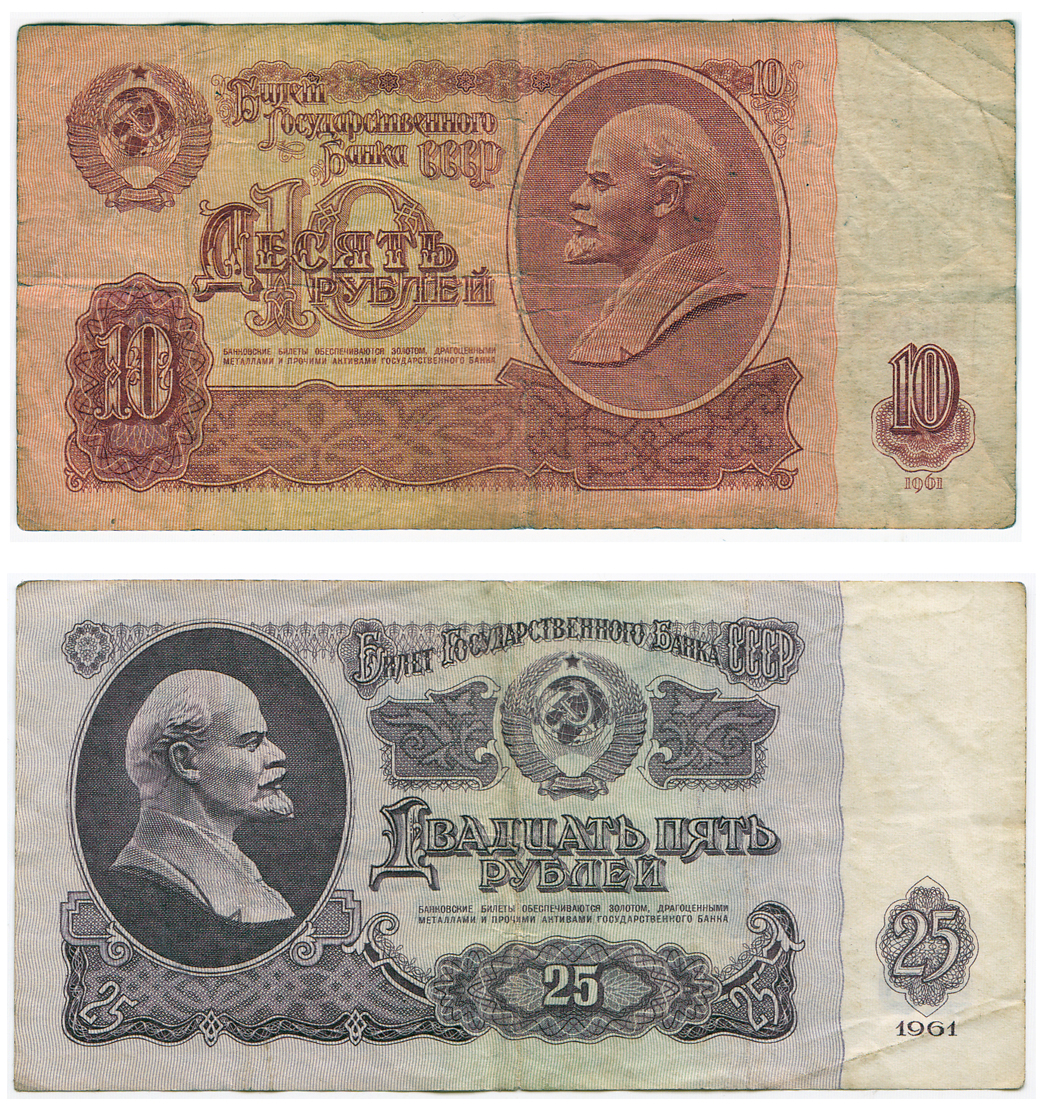
Sovjetiska rubelsedlar från 1961.

Rysk rubel (ryska: российский рубль) är den valuta som används i Ryssland samt i de två utbrytarrepublikerna Abchazien och Sydossetien vars självständighet endast erkänts av Ryssland och ett begränsat antal andra länder. Valutakoden är RUB. 1 rubel indelas i 100 kopek.
Valutan genomgick 1998 en valutarefom. Vid bytet var omvandlingen 1 ny rubel (RUB) = 1000 gamla rubel (RUR).
Rubel har varit namnet på den ryska och sovjetiska valutan under alla tider och 1710 lät Peter I av Ryssland införa underenheten kopek. Efter krigs- och revolutionsårens hyperinflation infördes i rask takt den andra rubeln 1 januari till 31 december 1922 vilken ersattes av ytterligare en pappersrubel mellan 1 januari 1923 och 6 mars 1923. Först i och med den fjärde rubeln som infördes 7 mars 1924 och varade till 1947 fick valutan beständigt värde då den knöts till ett bestämt guldvärde samt genom att mynt präglades. Efter kriget ville sovjetstaten minska penningmängden och drog då in alla rubelsedlar för att ersätta dem med femte rubeln till en kurs om en tiondel (mynten påverkades inte).
1961 upprepades samma penningmängdsminskning som 1947 och den sjätte rubeln infördes. Rubeln var nu formellt på guldmyntsfot och en rubel motsvarade 0,987412 gram guld, men allmänheten hade ingen möjlighet att byta sedlar mot guld.
Den sjätte rubeln var länge icke-konvertibel, men blev konvertibel under sovjettidens sista år. I september 1993 ersattes den sovjetiska rubeln (valutakod SUR) av den ryska rubeln (valutakod RUR). Den sjunde serien infördes 1 januari 1998 och fick då valutakoden RUB.

## Användning
Valutan ges ut av Rysslands centralbank (ry. Банк России) som ombildades den 13 juli 1990 men har rötter ända till det ryska tsarimperiet och har huvudkontoret i Moskva.

## Valörer
- mynt: 1, 2, 5 och 10 rubel
- underenhet: 1, 5, 10 och 50 kopek
- sedlar: 5, 10, 50, 100, 500, 1000 och 5000 rubel